# آتلانتیک گروپا
آتلانتیک گروپا (به کرواتی: Atlantic Grupa) شرکت صنایع غذایی و داروسازی کروات است، که در زمینه تولید، فروش و توزیع مکمل‌های غذایی، داروهای شیمیایی و بهداشتی، ویتامین‌ها، پروتئین‌ها و کالاهای مصرفی فعالیت می‌نماید.
شرکت آتلانتیک گروپا در سال ۱۹۹۱ توسط امیل تدسکی راه‌اندازی شد و در حال حاضر دارای ۶ کارخانه تولیدی در کشورهای کرواسی، آلمان، اسلوونی، بوسنی و هرزگووین، صربستان و مقدونیه می‌باشد و محصولاتش را در ۳۰ کشور جهان عرضه می‌دارد.
دفتر مرکزی این شرکت در شهر زاگرب، کرواسی قرار دارد و بخشی از سهام آن در بازار بورس زاگرب معامله می‌شود.